# 松田家住宅 (大阪狭山市)
松田家住宅（まつだけじゅうたく）は、大阪府大阪狭山市に所在する古民家。主屋が国の登録有形文化財となっている。

## 概要
江戸時代に茱萸木村と菩提村の庄屋及び菩提村の水下惣代を務めた古川家の邸宅。西高野街道である敷地前方に東面して建つ。明治時代後期の建築で上層農家の面影を現代に伝えている。

## 文化財
- 主屋は木造平屋建、入母屋造、桟瓦葺き、建築面積289平方メートル、昭和時代改修。 桁行23m、梁間11m。周囲に庇を廻し、正面中央に入母屋造の式台玄関を配置。北側に座敷と次の間を並べ、屋根には煙出しが見られる。2009年 (平成21年) 4月28日、登録有形文化財に登録された[2]。

## 現地情報

### 住所
- 大阪府大阪狭山市茱萸木6丁目886-1

### 交通アクセス
- 南海高野線滝谷駅より徒歩13分

### 公開状況
- 非公開

### 周辺施設
- 狭山池, 大阪府立狭山池博物館
- 狭山神社 – 大阪みどりの百選
- 辻家住宅 - 大阪狭山市にある古民家